# Gerasimos Mitoglou
Gerasimos Mitoglou (tiếng Hy Lạp: Γεράσιμος Μήτογλου; sinh ngày 20 tháng 10 năm 1999) là một cầu thủ bóng đá chuyên nghiệp người Hy Lạp hiện tại đang thi đấu ở vị trí trung vệ cho câu lạc bộ AEK Athens tại Giải bóng đá vô địch quốc gia Hy Lạp.

## Sự nghiệp thi đấu

### Volos
Vào ngày 9 tháng 7 năm 2019, Mitoglou gia nhập câu lạc bộ Volos theo dạng chuyển nhượng tự do.
Vào ngày 15 tháng 2 năm 2021, anh đã gia hạn hợp đồng với đội bóng, có thời hạn đến mùa hè năm 2024. Ngày 10 tháng 4 năm 2021, anh ghi bàn thắng chuyên nghiệp đầu tiên trong chiến thắng 3–1 trên sân nhà trước Panetolikos.

### AEK Athens
Vào ngày 25 tháng 5 năm 2021, Mitoglou đã ký hợp đồng với câu lạc bộ AEK Athens, sau thông báo của Volos trên mạng xã hội, nói rằng họ đã đạt được thỏa thuận với AEK để bán Mitoglou cho họ, theo bản hợp đồng kéo dài đến tháng 6 năm 2025. Vào ngày 11 tháng 6 năm 2021, bản hợp đồng kéo dài 4 năm đó trở nên chính thức. Vào ngày 31 tháng 10 năm 2021, anh đã ghi bàn thắng đầu tiên cho câu lạc bộ trong trận thắng quan trọng 2-1 trên sân nhà trước Aris Thessaloniki.

## Đời tư
Cha của Mitoglou, Dimitrios, là một cựu cầu thủ bóng đá chuyên nghiệp, còn anh trai Dinos là cầu thủ bóng rổ quốc tế.

## Thống kê sự nghiệp

### Câu lạc bộ
Tính đến 2 tháng 6 năm 2022
| Câu lạc bộ          | Mùa giải            | Giải đấu                             | Giải đấu | Giải đấu | Cúp  | Cúp | Châu lục | Châu lục | Khác | Khác | Tổng cộng | Tổng cộng |
| Câu lạc bộ          | Mùa giải            | Hạng                                 | Trận     | Bàn      | Trận | Bàn | Trận     | Bàn      | Trận | Bàn  | Trận      | Bàn       |
| ------------------- | ------------------- | ------------------------------------ | -------- | -------- | ---- | --- | -------- | -------- | ---- | ---- | --------- | --------- |
| Volos               | 2019–20             | Giải bóng đá vô địch quốc gia Hy Lạp | 4        | 0        | 1    | 0   | —        | —        | —    | —    | 5         | 0         |
| Volos               | 2020–21             | Giải bóng đá vô địch quốc gia Hy Lạp | 22       | 1        | 4    | 2   | —        | —        | —    | —    | 26        | 3         |
| Volos               | Tổng cộng           | Tổng cộng                            | 26       | 1        | 5    | 2   | 0        | 0        | —    | —    | 31        | 3         |
| AEK Athens          | 2021–22             | Giải bóng đá vô địch quốc gia Hy Lạp | 23       | 1        | 3    | 0   | 0        | 0        | —    | —    | 26        | 1         |
| AEK Athens          | 2022–23             | Giải bóng đá vô địch quốc gia Hy Lạp | 8        | 1        | 7    | 0   | —        | —        | —    | —    | 15        | 1         |
| AEK Athens          | Tổng cộng           | Tổng cộng                            | 31       | 2        | 10   | 0   | 0        | 0        | —    | —    | 41        | 2         |
| Tổng cộng sự nghiệp | Tổng cộng sự nghiệp | Tổng cộng sự nghiệp                  | 57       | 3        | 15   | 2   | 0        | 0        | 0    | 0    | 72        | 5         |

## Danh hiệu
AEK Athens
- Giải bóng đá vô địch quốc gia Hy Lạp: 2022–23
- Cúp bóng đá Hy Lạp: 2022–23